# Giuseppe Brusasca
Giuseppe Brusasca (Gabiano, 30 agosto 1900 – Milano, 1º giugno 1994) è stato un avvocato e politico italiano. Il suo nome è iscritto da Yad Vashem tra i giusti tra le nazioni per la sua azione a favore degli ebrei durante l'Olocausto.

## Biografia
Studia per un breve periodo in un istituto salesiano poi frequenta il Liceo classico pubblico a Casale Monferrato. Dopo il diploma si iscrive alla facoltà di Ingegneria del Politecnico di Torino, ma dopo la prima guerra mondiale passa alla facoltà di giurisprudenza nella quale si laurea nel 1923. Nel 1926 aggiunge anche una laurea in scienze politiche.
Durante gli anni universitari si iscrive alla Federazione Universitaria Cattolica Italiana e alla Gioventù di Azione Cattolica di cui tra il 1920 e il 1923 è presidente diocesano a Casale e vicepresidente regionale del Piemonte.
Negli stessi anni si impegna nel Partito Popolare Italiano di cui diviene segretario politico della sezione casalese. Dal 1923 al 1925 guida la minoranza popolare contro i fascisti nel Consiglio comunale.
Abilitatosi all'avvocatura, nel 1926 si trasferisce a Milano dove frequenta gli ambienti dell'antifascismo cattolico.
Dopo l'8 settembre s'impegna nella Resistenza, fondando la divisione autonoma Patria attiva nel Monferrato. Con l'aiuto di sacerdoti amici (tra cui padre Giovanni Sisto), salva in prima persona tre famiglie ebree (i Foa di Casale Monferrato, i Sacerdote di Milano, e i Donati di Modena) a nascondersi e quindi a espatriare in Svizzera. Per questo sarà riconosciuto come giusto tra le nazioni dall'Istituto Yad Vashem l'8 luglio 1969.
Nell'aprile del 1945 fa da mediatore per le trattative poi fallite per la resa di Mussolini. Dopo la Liberazione, sostituisce Achille Marazza come vicepresidente del CLN Alta Italia.

### Sottosegretario
Membro del consiglio nazionale della Democrazia Cristiana dal 1945 al 1947 e della Consulta Nazionale (1945-1946), nel giugno 1946 viene eletto alla Assemblea Costituente. Dapprima nominato (17 luglio 1946) Sottosegretario all'Industria e commercio nel secondo Governo De Gasperi, il 18 ottobre 1946 viene nominato Sottosegretario agli Affari Esteri nello stesso Governo. Dopo una breve parentesi di tre come sottosegretario alla Difesa nel terzo Governo De Gasperi, torna nel giugno 1947 al ministero degli Esteri sempre come sottosegretario nel quarto Governo De Gasperi. Manterrà questo incarico anche nel quinto e sesto esecutivo diretti dallo statista trentino. Resta Sottosegretario di Stato per gli affari esteri fino al luglio 1951. Intanto nell'aprile 1948 è eletto deputato alla Camera nella circoscrizione di Cuneo.
Nel 1951 passa a ricoprire la carica di sottosegretario al ministero dell'Africa Italiana nel penultimo dicastero De Gasperi, ministero di cui De Gaspari ha l'interim, fino all'aprile 1953. Nello stesso anno è anche nominato commissario per il coordinamento degli aiuti alle vittime dell'alluvione nel Polesine. Giunto a Rovigo il 20 dicembre 1951, vi rimase ininterrottamente fino alla primavera successiva. Realizzò in meno di sei mesi quanto i tecnici di tutto il mondo avevano preventivato dovesse avvenire in non meno di due anni.
Fortemente legato alla figura di Alcide De Gasperi, dopo la sua scomparsa si sente estraneo al nuovo clima instauratosi nel partito.
Torna al governo nel 1955 come sottosegretario alla presidenza del Consiglio con la delega per i servizi dello spettacolo nel primo governo di Antonio Segni fino al 1957. Poi è rieletto alla Camera nel 1958 e nel 1963, sempre nella circoscrizione di Cuneo.
Nel 1968 è rieletto in parlamento, ma al Senato, e alle elezioni del 1972 decide di non ricandidarsi, ma non abbandona la DC, fondando nel 1983 il Movimento anziani.